# Prove It All Night
"Prove It All Night" je pjesma Brucea Springsteena s njegova albuma Darkness on the Edge of Town iz 1978. i prvi singl objavljen s njega.
Pjesma govori o mladom paru koji se zaklinje na međusobnu ljubav na putovanju u razne gradove. Cijela se pjesma sastoji od osjećaja optimizma kojem par teži u potrazi za ljubavlju koja će se jednog dana ostvariti, ali čini se kako im se šanse za uspjeh smanjuju protokom vremena. Singl je zauzeo 33. poziciju na Billboard Hot 100 ljestvici, no postao je sastavni dio programa radijskih postaja orijentiranih na rock i progresivni rock.
"Prove It All Night" nije bila redovita pojava na koncertima Springsteena i E Street Banda. Pjesma se počela izvoditi na turneji 1978., a našla se na kompilaciji Live/1975-85. Koncertna verzija nakon toga je objavljena tek na izdanju Live in New York City koje je dokumentiralo Reunion Tour, kao što je to bio slučaj s Rising Tourom na DVD-u Live in Barcelona iz 2003.

## Vanjske poveznice
- Stihovi "Prove It All Night"  Arhivirana inačica izvorne stranice od 8. lipnja 2007. (Wayback Machine) na službenoj stranici Brucea Springsteena